# 阿勒曼尼亞

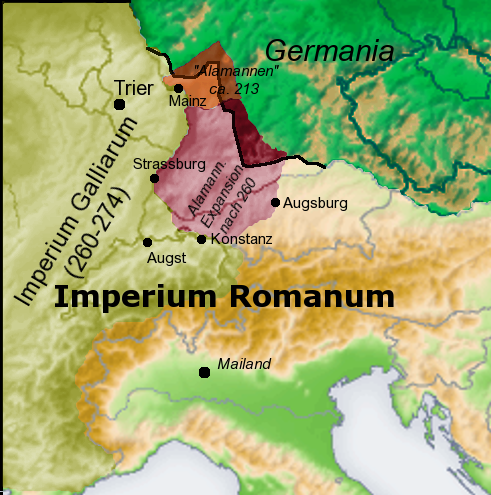
阿勒曼尼亞（红色）在罗马帝国（黄色）和日耳曼尼亚（绿色）之间的范围

阿勒曼尼亞（拉丁语：Alamannia 或 Alemannia）是曾經由日耳曼民族中的阿勒曼尼人居住的地區。他們在3世纪從美因河盆地不斷擴張，袭击了罗马各省。在213年阿勒曼尼人越过界墙，并于4世纪开始在莱茵河左岸定居。
在4世纪至5世纪期间，阿勒曼尼亚由独立的部落公国的领袖统治。然而在5世纪末，该地区失去了独立性，并于6世纪成为法兰克帝国的一个公国。随着东法兰克国王康拉德一世（在位时间：911年至918年）开始建立神圣罗马帝国，阿勒曼尼亚的领土于915年被正式设立为施瓦本公国。在10世纪至12世纪期间，书记员常将施瓦本（Suebia）和阿勒曼尼亚（Alamannia）交替使用。
在7世纪至9世纪期间，阿勒曼尼亚的核心区域位于康斯坦茨湖周边，包括高莱茵河、黑森林、上莱茵河两岸的阿尔萨斯地区、上游多瑙河流域直至与莱希河汇合处。其向西南延伸至勃艮第方向的边界尚不清晰，约在阿勒河流域（即今日的阿尔高州）。尽管库里亚赖蒂亚（Raetia Curiensis）并非阿勒曼尼亚的一部分，但却由阿勒曼尼亚伯爵统治，并自布尔夏德一世（909年至911年任阿勒曼尼亚公爵）建立施瓦本公国以来纳入其统辖。
该地区大致对应于现代阿勒曼尼语的使用区域，包括法国的阿尔萨斯、德国的巴登与施瓦本、瑞士德语区以及奥地利的福拉尔贝格。
在今日瑞士境内，阿勒曼尼亚的领土在中世纪高峰时期进一步扩张，这与瓦尔瑟人向阿尔卑斯山区的迁徙有关；哲林根家族的统治、以及后来的伯尔尼向上勃艮第扩张也推动了这一进程。此外，格劳宾登（格里松）也在维尔登贝格伯爵家族统治下并入下赖蒂亚地区。
阿勒曼尼成为了罗曼语族对于德国的称呼，如加泰罗尼亚语（Alemanya）、威尔士语（Yr Almaen）、康瓦尔语（Almayn）、法语（Allemagne）、加利西亚语和葡萄牙语（Alemanha）、西班牙语（Alemania）；受到这些国家影响的域外地区，也使用此名称呼德国，如波斯语（ألمان）、现代阿拉伯语（ألمانيا）以及土耳其语（Almanya）。类似地，这些语言中表示“德国的”或“德语”的形容词形式，也与“Alamannia”存在相似的词源对应关系。